# Зацково
За́цково (бел. За́цкава) — озеро в Гродненском районе Гродненской области Белоруссии. Относится к бассейну реки Пыранка.

## Географическое положение
Озеро Зацково располагается в 26 км к северо-востоку от города Гродно и в 4 км от агрогородка Озёры.

## Гидрография
Площадь поверхности озера составляет 0,75 км², длина — 2,1 км, наибольшая ширина — 0,55 км, средняя ширина — 0,36 км, длина береговой линии — 4,9 км. Наибольшая глубина — 6,4 м, средняя — 2,5 м. Объём воды составляет 1,88 млн м³. Площадь водосбора — 178 км².
Котловина озера вытянута в направлении с северо-востока на юго-запад. Склоны котловины, высотой 8—10 м, поросли лесом и сливаются с берегами. Берега песчаные, возвышенные, местами обрывистые, поросшие деревьями и кустарником.
Реки Соломянка и Ежовица впадают в озеро Зацково на северо-востоке. Юго-западная часть водоёма соединяется протокой с озером Белое. Кроме того, озёра Зацково и Можнево соединены посредством ручья.
Минерализация воды составляет приблизительно 243 мг/л, прозрачность — 1 м, цветность — 140°, водородный показатель — 7,81.

## Флора и фауна
Сплошную полосу надводной растительности составляют тростник, рогоз, камыш, хвощ, ситняг (болотница), стрелолист, осока. Сплошное кольцо также формируют растения с плавающими листьями: кубышка жёлтая, кувшинка белая, многокоренник, водокрас. Подводная растительность представлена рдестом, телорезом, роголистником.
В озере обитают лещ, плотва, линь, карась, щука, окунь, краснопёрка и другие виды рыб.

## Охрана природы
Озеро входит в состав ландшафтного заказника республиканского значения Озёры.